# Lysmata rathbunae
Lysmata rathbunae är en kräftdjursart som beskrevs av Fenner A. Chace 1970. Lysmata rathbunae ingår i släktet Lysmata och familjen Hippolytidae. Inga underarter finns listade i Catalogue of Life.